# Хижне (Польща)
Хижне (пол. Chyżne) — село в Польщі, у гміні Яблонка Новотарзького повіту Малопольського воєводства.
Населення — 1085 осіб (2011).
У 1975—1998 роках село належало до Новосондецького воєводства.

## Демографія
Демографічна структура станом на 31 березня 2011 року:
|          | Загалом | Допрацездатний вік | Працездатний вік | Постпрацездатний вік |
| -------- | ------- | ------------------ | ---------------- | -------------------- |
| Чоловіки | 515     | 134                | 326              | 55                   |
| Жінки    | 570     | 140                | 318              | 112                  |
| Разом    | 1085    | 274                | 644              | 167                  |

## Географія
Протікає річка Чижник.